# مؤسسة كاولز
 مؤسسة كاولز للبحوث في الاقتصاد هي معهد أبحاث اقتصادي بجامعة ييل. تم إنشاؤها باسم لجنة كاولز للبحوث في الاقتصاد في كولورادو سبرينغس في عام 1932 من قبل رجل الأعمال والاقتصادي ألفريد كاولز. في عام 1939 ، انتقلت لجنة كاولز إلى جامعة شيكاغو تحت حكم ثيودور سينتا. قادها جاكوب مارشاك من عام 1943 حتى عام 1948، عندما تولى تجالينغ كوبمانز القيادة. أدت المعارضة المتزايدة للجنة كاولز من قسم الاقتصاد في جامعة شيكاغو خلال الخمسينيات من القرن العشرين إلى إقناع كوبمانز بإقناع عائلة كاولز بنقل اللجنة إلى جامعة ييل في عام 1955 حيث أصبحت مؤسسة كاولز.

## روابط خارجية
- مؤسسة كاولز في ييل
- المصدر HET